# Heteropoda hirsti
Heteropoda hirsti là một loài nhện trong họ Sparassidae.
Loài này thuộc chi Heteropoda. Heteropoda hirsti được Peter Jäger miêu tả năm 2008.